# Браян Кантрілл
Брайан М. Кантрілл (нар. 1973) — американський програміст, який працював у Sun Microsystems, а пізніше в Oracle Corporation після придбання Sun. Він покинув Oracle у липні 2010 року та став віце-президентом з інжинірингу в Joyent. З квітня 2014 по липень 2019 року був технічним директором компанії Joyent. 

## Життєпис
Кантрілл народився у Вермонті, згодом переїхав до Колорадо, де досягнув найвищого звання в організації Бойскаутів Америки. Він вивчав комп'ютерні науки в Браунському університеті, провівши два літа в QNX Software Systems, де займався розробкою ядра. Після здобуття ступеню бакалавра в 1996 році, почав працювати у Sun Microsystems разом із Джеффом Бонвіком. 
У 2005 році журнал MIT Technology Review включив Браяна Кантрілла до 35 найкращих молодих інноваторів (рейтинг TR35), оскільки він розробив DTrace, функцію ОС Solaris 10, яка забезпечує неінвазивні засоби для відстеження та діагностики програмного забезпечення в реальному часі. Технології та технологи Sun, зокрема DTrace та Кантріл, того року також отримали премію InfoWorld Innovators Award. У 2006 році «Програмне забезпечення для усунення несправностей DTrace від Sun було обрано золотим призером конкурсу Technology Innovation Awards», що проводився журналом Wall Street Journal. У 2008 році Кантрілл, Майк Шапіро та Адам Левентал були відзначені нагородою USENIX Software Tools User Group (STUG) за «надання значної допоміжної технології».
Разом із Шапіро та Левенталем Кантріл також заснував Fishworks, проект у Sun Microsystems, який створив систему зберігання даних Sun Storage 7000, один з перших комерційних продуктів на файловій системі ZFS. 
Він був членом редакційної ради журналу ACM Queue.

## Переконання
Браян Кантрілл пропагує використання дозвільних ліцензій на програмне забезпечення з відкритим кодом замість копілефтових ліцензій, називаючи родину ліцензій GPL «вірусними ліцензіями».